# Johan Ludvig Bernth
Johan Ludvig Bernth (født 10. september 1724 i Nørre Lyndelse i Fyn, død 24. februar 1804 i Herlufsholm) var en dansk skolemand.
Hans fader, Lars Bernth, var degn. Han blev dimitteret fra Odense Gymnasium i 1745, tog i 1750 theologisk attestats og blev i 1753 informator for de kongelige pager. To år efter kaldte Johan Ludvig Holstein ham til rektor på Herlufsholm, og samtidig udnævntes han til extraordinær professor ved Københavns Universitet. Han tog magistergraden inden, at han tiltrådte sit embede. Han styrede skolen i 49 år, og man var allerede i gang med forberedelserne til at fejre hans jubilæum som Rektor, da han døde. 
Han var en dygtig rektor, der var elsket og æret af eleverne, som han behandlede med stor eftergivenhed; i sine sidste 20 år havde han konrektor, da kræfterne svigtede ham noget. Han var en kundskabsrig mand og fulgte godt med i forskellige videnskaber; hans litterære arbejder var højst ubetydelige, hans undervisning i latin berømmes meget. Om hans karakters renhed var der kun én mening: hans uegennyttighed og velvilje vandt ham alles agtelse i samtiden, ligesom hans sindighed og alvor indgød ærefrygt. Som et barn af det 18. århundrede var han udpræget rationalist. 